# Jewgienij Afanasienko
Jewgienij Iwanowicz Afanasienko (ros. Евге́ний Ива́нович Афана́сенко, ur. 25 marca?/7 kwietnia 1914 we wsi Borodyszcze w guberni homelskiej, zm. 13 marca 1993 w Moskwie) – radziecki polityk i dyplomata.

## Życiorys
Po ukończeniu 1930 uczelni pedagogicznej był nauczycielem i dyrektorem szkoły, 1938 ukończył studia na Wydziale Fizyczno-Matematycznym Leningradzkiego Państwowego Instytutu Pedagogicznego, 1941-1946 był żołnierzem Armii Czerwonej, brał udział w wojnie z Niemcami. Od 1943 w WKP(b), 1946–1948 nauczyciel matematyki w moskiewskiej szkole, 1948–1950 kierownik rejonowego oddziału edukacji narodowej w Moskwie. Od 1950 sekretarz rejonowego komitetu WKP(b)/KPZR w Moskwie, 1954–1955 kierownik Wydziału Organizacyjnego Moskiewskiego Komitetu Miejskiego KPZR, od 1955 do marca 1956 sekretarz Moskiewskiego Komitetu Miejskiego KPZR, od 28 marca 1956 do 4 maja 1966 minister oświaty RFSRR. Od 31 października 1961 do 29 marca 1966 zastępca członka KC KPZR, od 1 listopada 1966 do 24 maja 1972 ambasador nadzwyczajny i pełnomocny ZSRR w Rwandzie, od 24 maja 1972 do 18 września 1978 ambasador nadzwyczajny i pełnomocny ZSRR w Kongo (Brazzaville), jednocześnie od 14 maja 1976 do 18 września 1978 ambasador nadzwyczajny i pełnomocny ZSRR na Wyspach Świętego Tomasza i Książęcej. Deputowany do Rady Najwyższej ZSRR 5 i 6 kadencji. Pochowany na Cmentarzu Trojekurowskim.

## Odznaczenia
- Order Lenina (1960)
- Order Czerwonego Sztandaru Pracy
- Order Czerwonej Gwiazdy
- Order Przyjaźni Narodów
- Order „Znak Honoru”

I medale.